# 제임스 루스벨트 1세
대지주 제임스(Squire James)라는 별명으로도 잘 알려져 있는 제임스 루스벨트 1세(James Roosevelt I, 1828년 7월 16일~1900년 12월 8일)는 미국의 정치인이다. 제32대 미국의 대통령인 프랭클린 D. 루스벨트의 아버지이다.

## 같이 보기
- 프랭클린 D. 루스벨트